# Hal Mohr

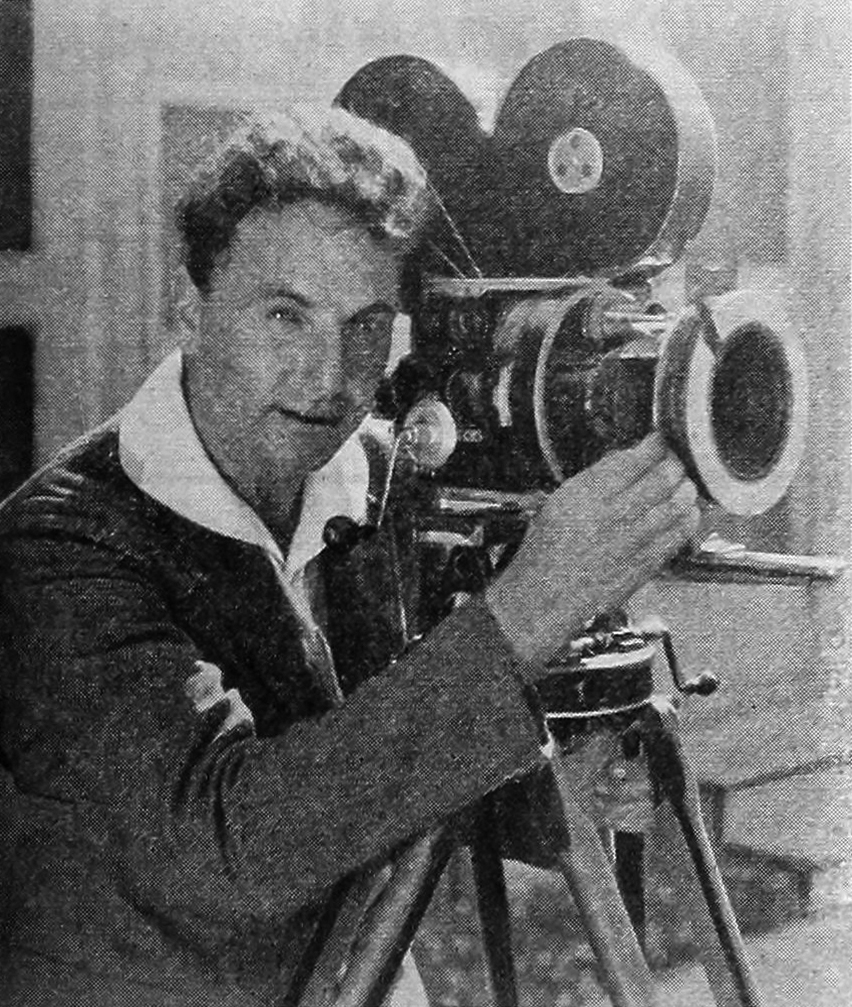
Hal Mohr, Anfang der 1920er-Jahre

Hal Mohr (* 2. August 1894 in San Francisco, Kalifornien; † 10. Mai 1974 in Santa Monica, Kalifornien) war ein US-amerikanischer Kameramann.

## Leben
Sein Debüt als Kameramann gab er 1915 mit dem Kurzfilm Last Night of the Barbary Coast, den er gemeinsam mit Sol Lesser auch selbst als Regisseur inszenierte. Später verlegte er sich ganz auf die Kameraarbeit und war unter anderem Kameramann bei Der Jazzsänger, dem Film, der dem Tonfilm den Durchbruch brachte. Weitere bekannte Arbeiten waren der Abenteuerfilm Unter Piratenflagge mit Errol Flynn, Watch on the Rhine mit Bette Davis und Der Wilde mit Marlon Brando. Neben Gregg Toland zählte Mohr in den 1930er-Jahren zu den Pionieren der Deep focus cinematography. Ab den 1950er-Jahren arbeitete Mohr auch für Fernsehproduktionen als Kameramann. Seine Karriere beendete er 1968 mit dem Science-Fiction-Film The Bamboo Saucer. 
Im Jahr 1936 erhielt er den Oscar  für die Beste Kamera für seine Arbeit an der komödiantischen Romanze Ein Sommernachtstraum unter Regie von Max Reinhardt. Den Shakespeare-Film stattete Mohr mit einem markanten Aussehen voller Glitzereffekte und Hell-Dunkel-Kontraste aus. Mohr ist die erste und einzige Person in der Geschichte der Academy Awards, die mit einem Oscar ausgezeichnet wurde, ohne nominiert gewesen zu sein. Mohr gewann als Write-In-Kandidat, da viele Abstimmende ihn unter die eigentlich Nominierten auf dem Wahlzettel geschrieben hatten, wohl nicht zuletzt durch eine Kampagne des produzierenden Studios Warner Brothers. Im Anschluss nach Mohrs überraschendem Oscar-Gewinn wurde die Möglichkeit von Write-In-Kandidaten abgeschafft. Acht Jahre später erhielt er gemeinsam mit W. Howard Greene für den Musikfilm Phantom der Oper seine zweite Trophäe.
Von 1930 bis 1931, 1963 bis 1965 sowie in den Jahren 1969 bis 1970 amtierte Mohr als Präsident der American Society of Cinematographers. Ihm zu Ehren gibt es seit 1976 einen Stern auf dem Hollywood Walk of Fame.
Hal Mohr war zwei Mal verheiratet. Seine erste Ehe hielt von 1926 bis 1929. Fünf Jahre später heiratete er die Schauspielerin Evelyn Venable, diese Ehe hielt bis zu seinem Tod. Das Paar hatte zwei gemeinsame Kinder.

## Filmografie (Auswahl)
- 1925: Dr. Palmers unheimliches Haus (The Monster)
- 1925: Der Weg zur Verdammnis (Playing with Souls)
- 1925: Die kleine Annemarie (Little Annie Rooney)
- 1926: Sperlinge Gottes (Sparrows)
- 1926: Sensation im Zirkus (The Third Degree)
- 1927: Die letzten Tage von San Francisco (Old San Francisco)
- 1927: Der Jazzsänger (The Jazz Singer)
- 1927: Razzia (The Girl from Chicago)
- 1928: Die Liebe der Betty Patterson (Glorious Betsy)
- 1928: Der Hochzeitsmarsch (The Wedding March)
- 1928: Die Bankräuber von New York (Tenderloin)
- 1928: Die Arche Noah (Noah’s Ark)
- 1929: Die letzte Warnung (The Last Warning)
- 1929: Illusion (The Last Performance)
- 1929: Broadway
- 1930: Der Jazzkönig (King of Jazz)
- 1931: The Front Page
- 1931: The Common Law
- 1932: Um eine Fürstenkrone (A Woman Commands)
- 1933: Jahrmarktsrummel (State Fair)
- 1933: Die Legion des Todes (The Devil’s in Love)
- 1935: Ein Sommernachtstraum (A Midsummer Night’s Dream)
- 1935: Unter Piratenflagge (Captain Blood)
- 1936: Der wandelnde Leichnam (The Walking Dead)
- 1936: Wem gehört die Stadt? (Bullets or Ballots)
- 1939: Der große Bluff (Destry Rides Again)
- 1941: Cheers for Miss Bishop
- 1941: Pot o’ Gold
- 1943: Watch on the Rhine
- 1943: Phantom der Oper (Phantom of the Opera)
- 1944: The Climax
- 1946: Ich sing’ mich in dein Herz hinein (Because of Him)
- 1947: Briefe aus dem Jenseits (The Lost Moment)
- 1947: Die Piraten von Monterey (Pirates of Monterey)
- 1947: Der Verbannte (The Exile)
- 1947: Lied des Orients (Song of Scheherazade)
- 1948: Aus dem Dunkel des Waldes (Another Part of the Forest)
- 1949: Gestrandete Jugend (Johnny Holiday)
- 1950: Einer weiß zuviel (Woman on the Run)
- 1951: Die Nacht der Wahrheit (The Big Night)
- 1952: Engel der Gejagten (Rancho Notorious)
- 1952: Das Himmelbett (The Four Poster)
- 1952: Das Mädchen Frankie (The Member of the Wedding)
- 1953: Der Wilde (The Wild One)
- 1957: So enden sie alle (Baby Face Nelson)
- 1958: Der Henker ist unterwegs (The Lineup)
- 1958: Strich durch die Rechnung (The Gun Runners)
- 1960: Höllenfahrt (The Last Voyage)
- 1961: Alles auf eine Karte (Underworld U.S.A.)
- 1962: The Creation of the Humanoids
- 1963: Der Mann vom Diners Club (The Man from the Diner’s Club)
- 1968: The Bamboo Saucer